# Stilo
Pour les articles homonymes, voir Stilo (homonymie).
Stilo est une commune italienne de la province de Reggio de Calabre, dans la région Calabre.

## Histoire
- Le château de Stilo.

## Administration
| Période                                  | Période  | Identité           | Étiquette      | Qualité |
| ---------------------------------------- | -------- | ------------------ | -------------- | ------- |
| 30 mai 2006                              | En cours | Giancarlo Miriello | Impegno Civico |         |
| Les données manquantes sont à compléter. |          |                    |                |         |

### Hameaux
Caldarella, Bordingiano, Gatticello, Ferdinandea, Mila.

### Communes limitrophes
Bivongi, Brognaturo, Camini, Guardavalle, Monasterace, Mongiana, Nardodipace, Pazzano, Serra San Bruno, Spadola, Stignano.

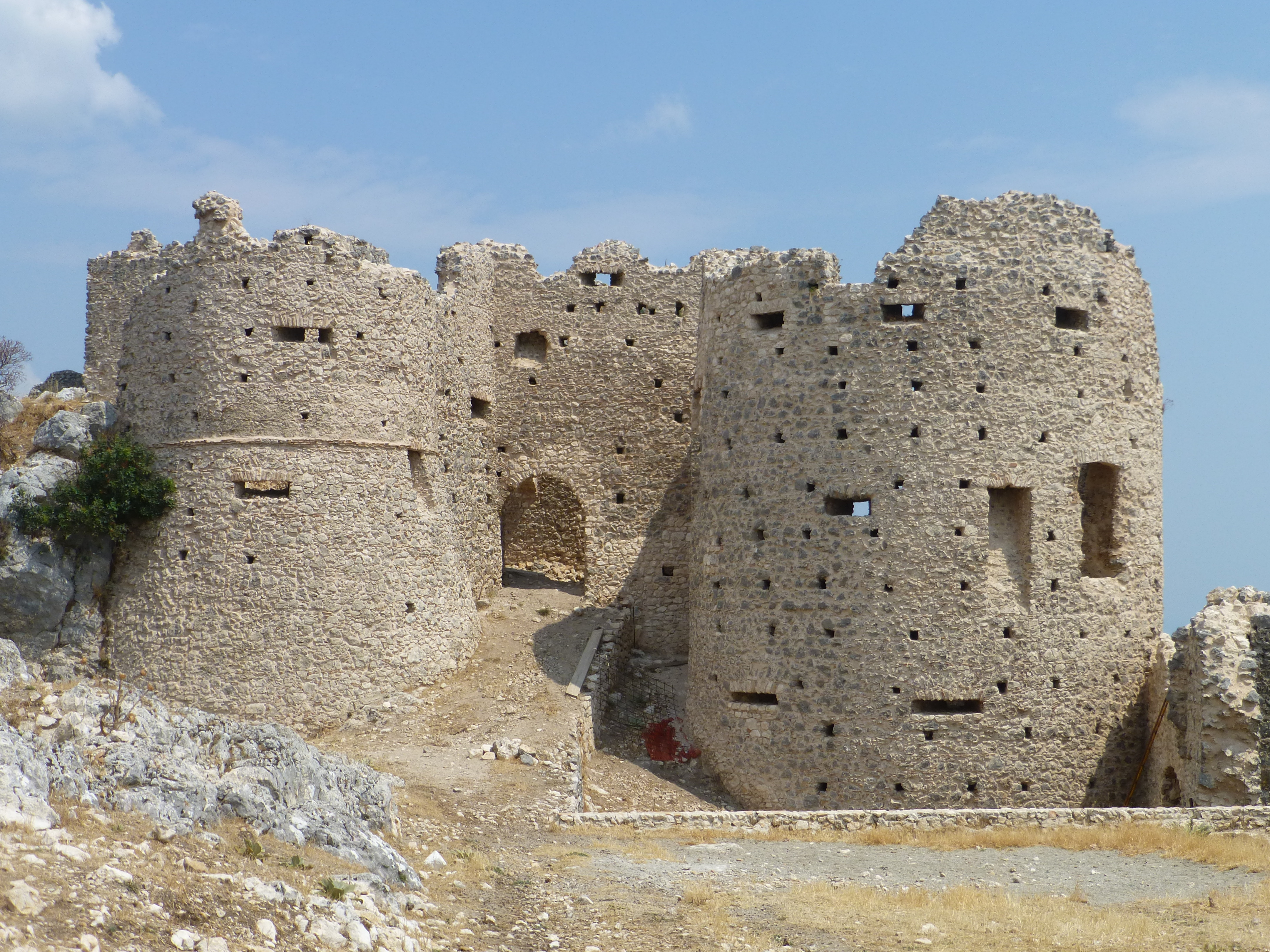
Château normand de Stilo.
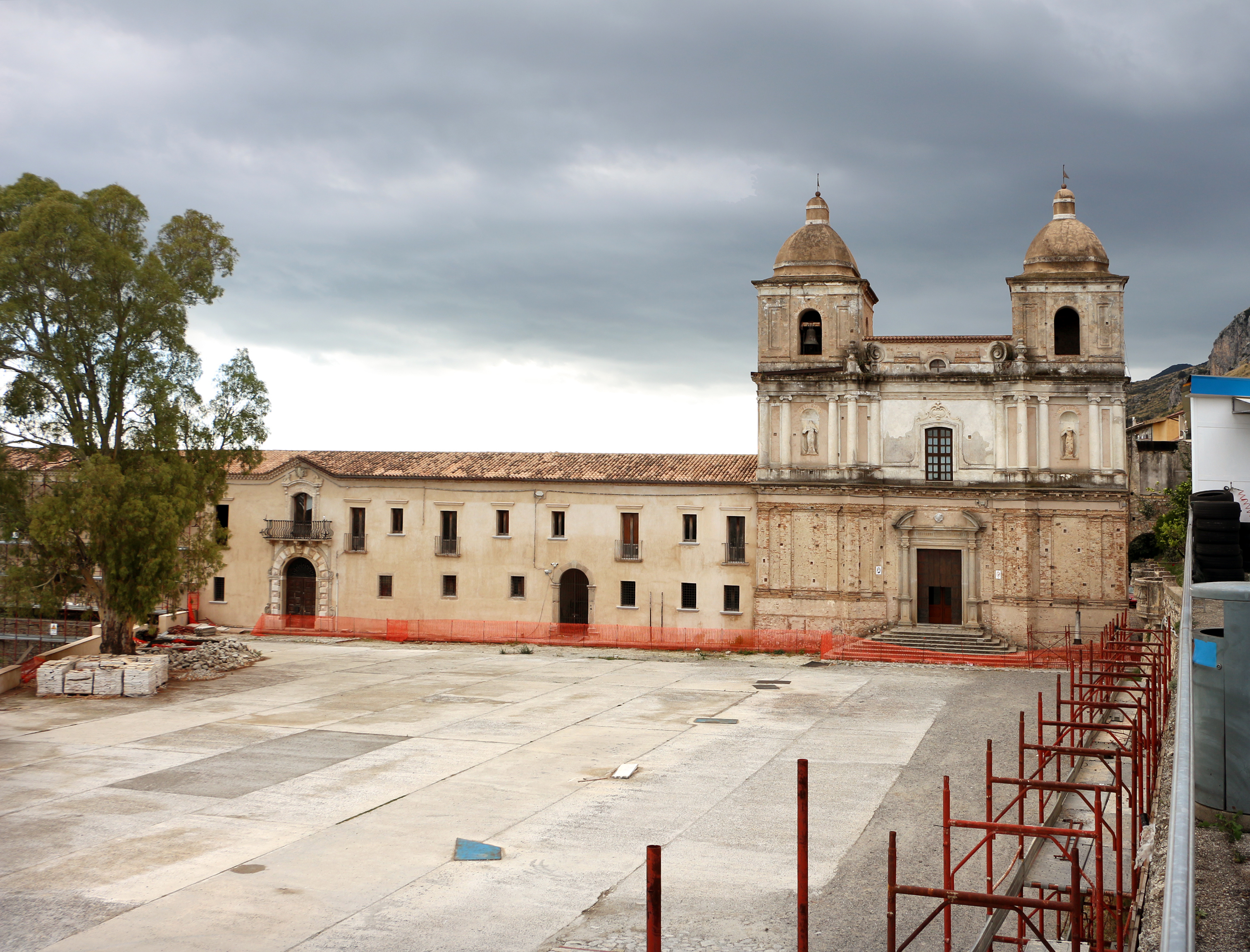
San Giovanni Therestis.
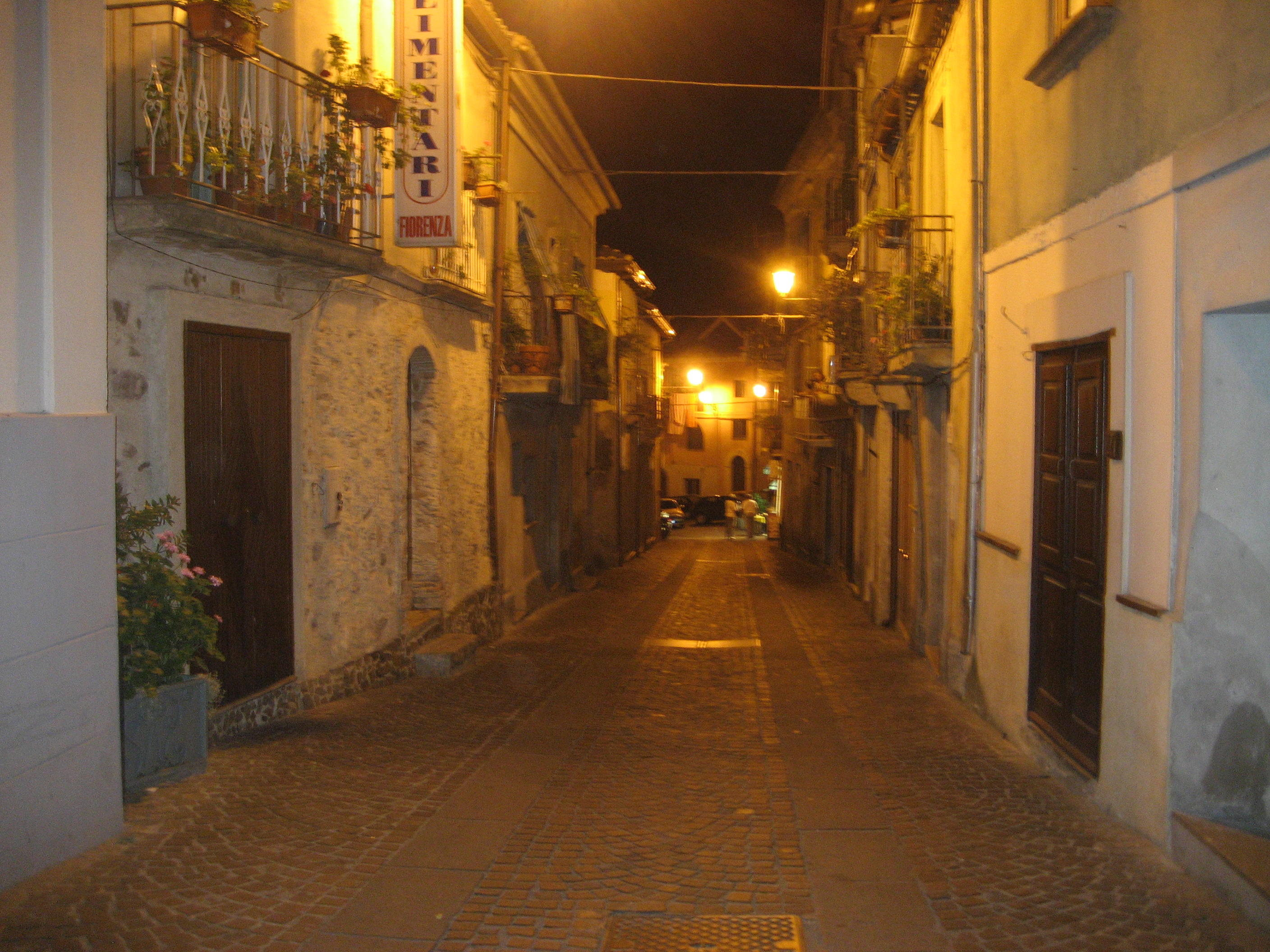
Rue de l'ancien Stilo.
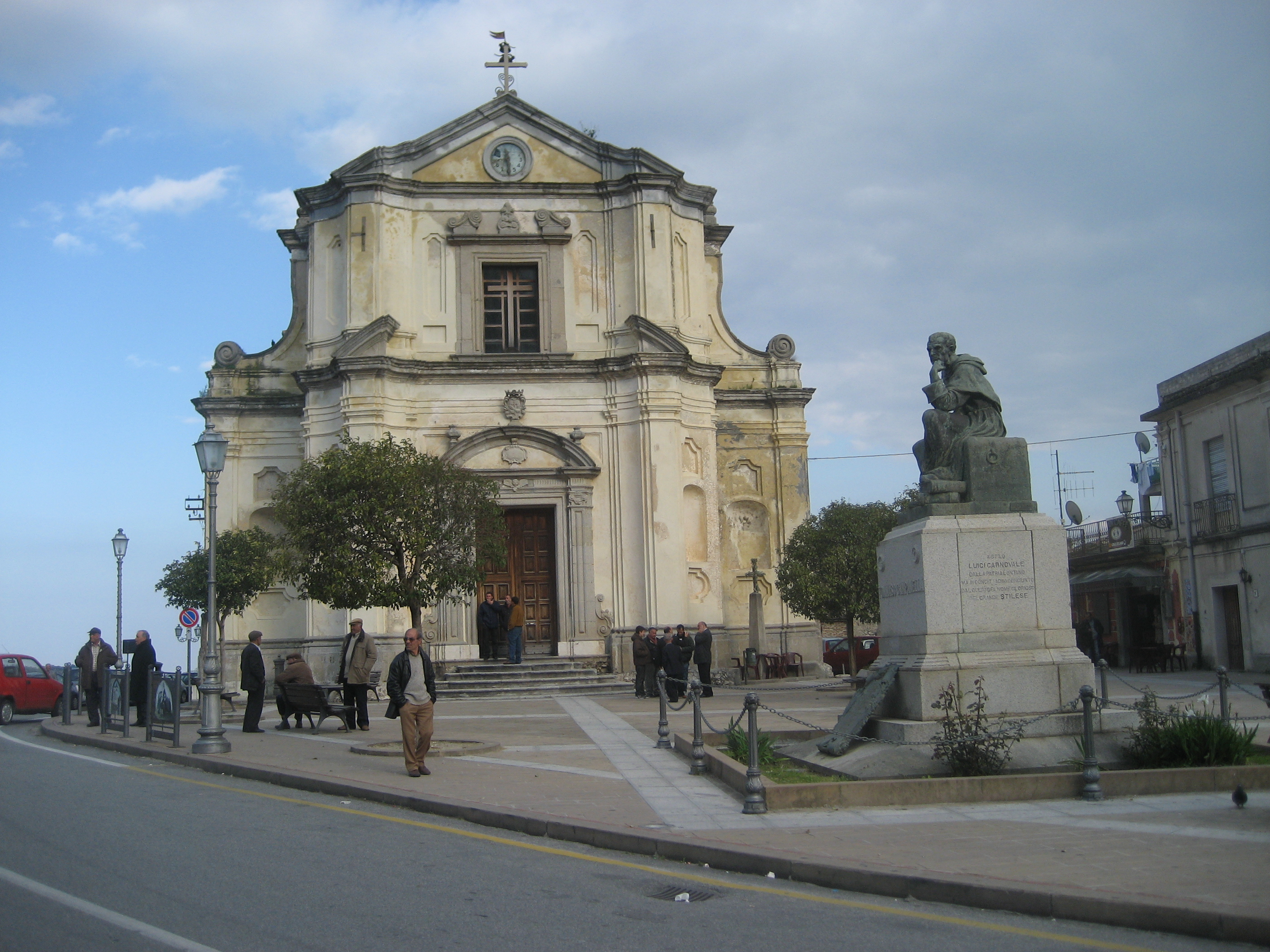
Chiesa San Francesco.

## Personnalités liées à Stilo
- Tommaso Campanella, moine dominicain et philosophe.